# Bogdan Makuts
Bogdan Makuts född den 4 april 1960 i Lviv, Ukraina, är en sovjetisk gymnast.
Han tog OS-guld i lagmångkampen i samband med de olympiska gymnastiktävlingarna 1980 i Moskva.